# Antoine Toussaint de Chazal
Pour les articles homonymes, voir Chazal.
Antoine Toussaint de Chazal est un colon français établi comme planteur à l'Île-de-France, de nos jours l'île Maurice. Né le 15 décembre 1770, à Port-Louis, Mort à Moka, le 25 décembre 1822.
Il fut député du district des  Pamplemousses à une Assemblée coloniale de l'Île-de-France.
Peintre amateur il a réalisé le portrait du cartographe britannique Matthew Flinders.
C'est un ancêtre de Malcolm de Chazal.
À la suite d'une erreur du dictionnaire artistique Bénézit, la quatrième édition de cette publication le confond avec le peintre Antoine Chazal (1793-1854).

## Œuvre
- Portrait du capitaine Matthew Flinders, huile sur toile, 0,64 par 0,50, don en 2000 de David Roche, en souvenir de son père J. D. K. Roche, et du gouvernement de l'Australie-Méridionale, Adelaïde, Art Gallery of South Australia.

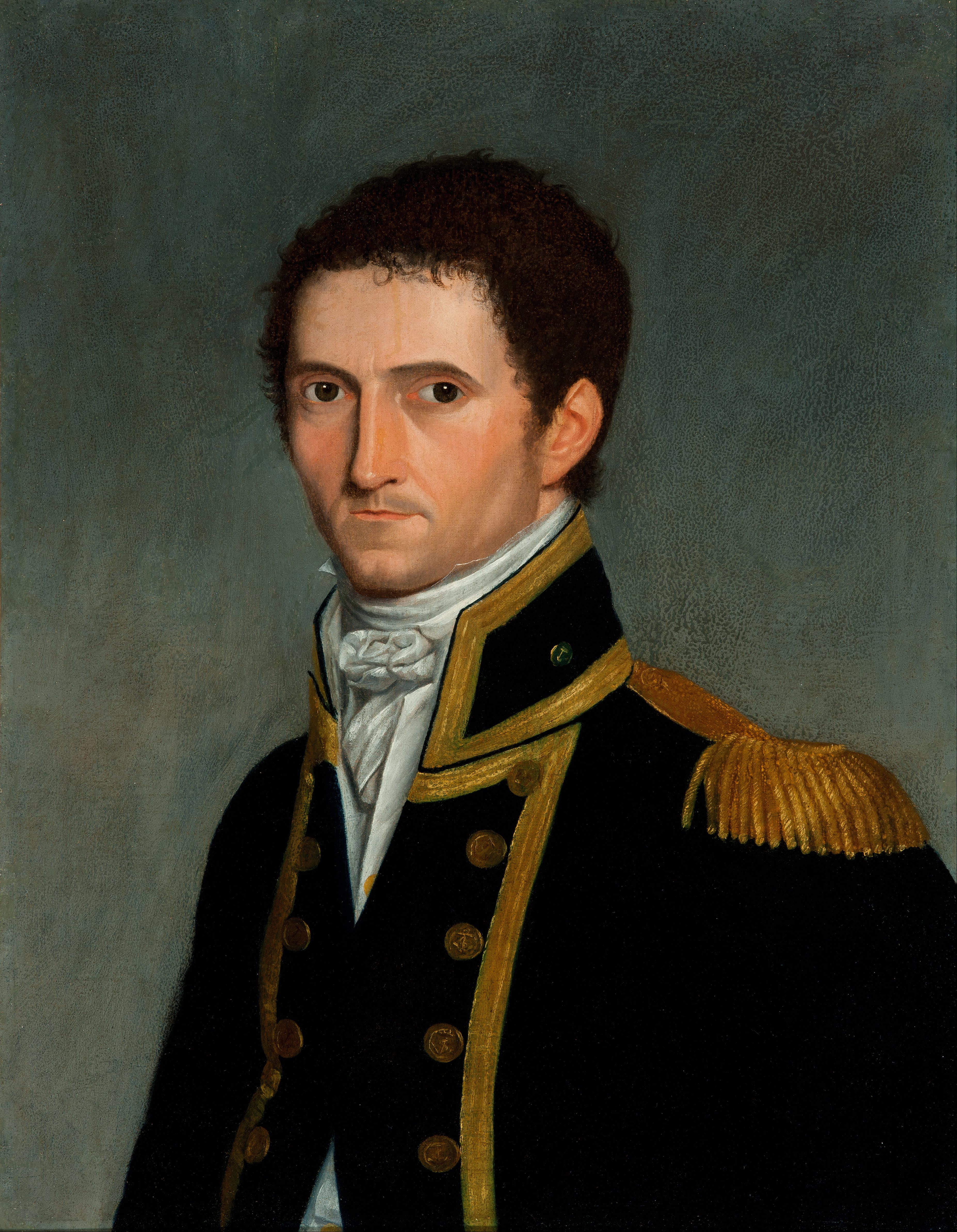
Portrait du capitaine Matthew Flinders.